# Корека
Корека (італ. Coreca [ˈkorekɑː] д·і, також Coraca чи Corica місцевими діалектами) — округ (італ. frazione; по суті невелике містечко) муніципалітету Амантеа, провінції Козенца, регіону Калабрія в Італії, межує з Кампора-Сан-Джованні. 

## Географія

### Межі і територія
Із заходу Кореку омиває південне Тірренське море, а саме́ місто Амантеа розташоване на південь, де Корека межує із Кампора-Сан-Джованні. Територія переважно складається зі скелястого мису, центр міста лежить на рівнині, у його межах також є пагорби і широкі пляжі. Клімат типово середземноморський, характеризується м'якою і вологою зимою і жарким, сухим і вітряним літом з великою кількістю сонячних днів.

## Історія
Назва Корека, ймовірно, сягає давньогрецького періоду.
Щоб захистити узбережжя від піратства, особливо держав Варвареску, у середині XVI століття були необхідні оборонні споруди. Таким чином, у 1550 роки почали створювати сторожові вежі уздовж узбережжя. Одна з них була зведена на кордоні до Бельмонте, а саме Торре Вієррі, який сьогодні значною мірою зник, одна на мисі Корека і ще одна у Кампорі-Сан-Джованні. Капрал («капорал») Ігнаціо Магніцаро заволодів вежею в Кореці в 1681 році.
У 2015 році розпочалася суперечка про величезний бар'єр, який потрібно було встановити перед скелею Корека (scoglio di Coreca), яку Одіссей назвав «Koreca petre». Оскільки скеля не була під загрозою, більшість жителів були проти даного проєкту. У 2017 році цей регіон став відомий через отруєння річки Олива промисловими відходами, суд виправдав обвинуваченого.

## Економіка
Основним джерелом доходів у Кореці, як і в прилеглому Кампора-Сан-Джованні, є туризм і готельний бізнес, розвинені завдяки мальовничій береговій лінії: серед туристів популярні Корекські рифи, які з 1960-х років приваблюють фотографів і радіолюбителів-аматорів. Також є кілька невеликих фабрик, де виготовляються продукти харчування, меблі і обладнання.

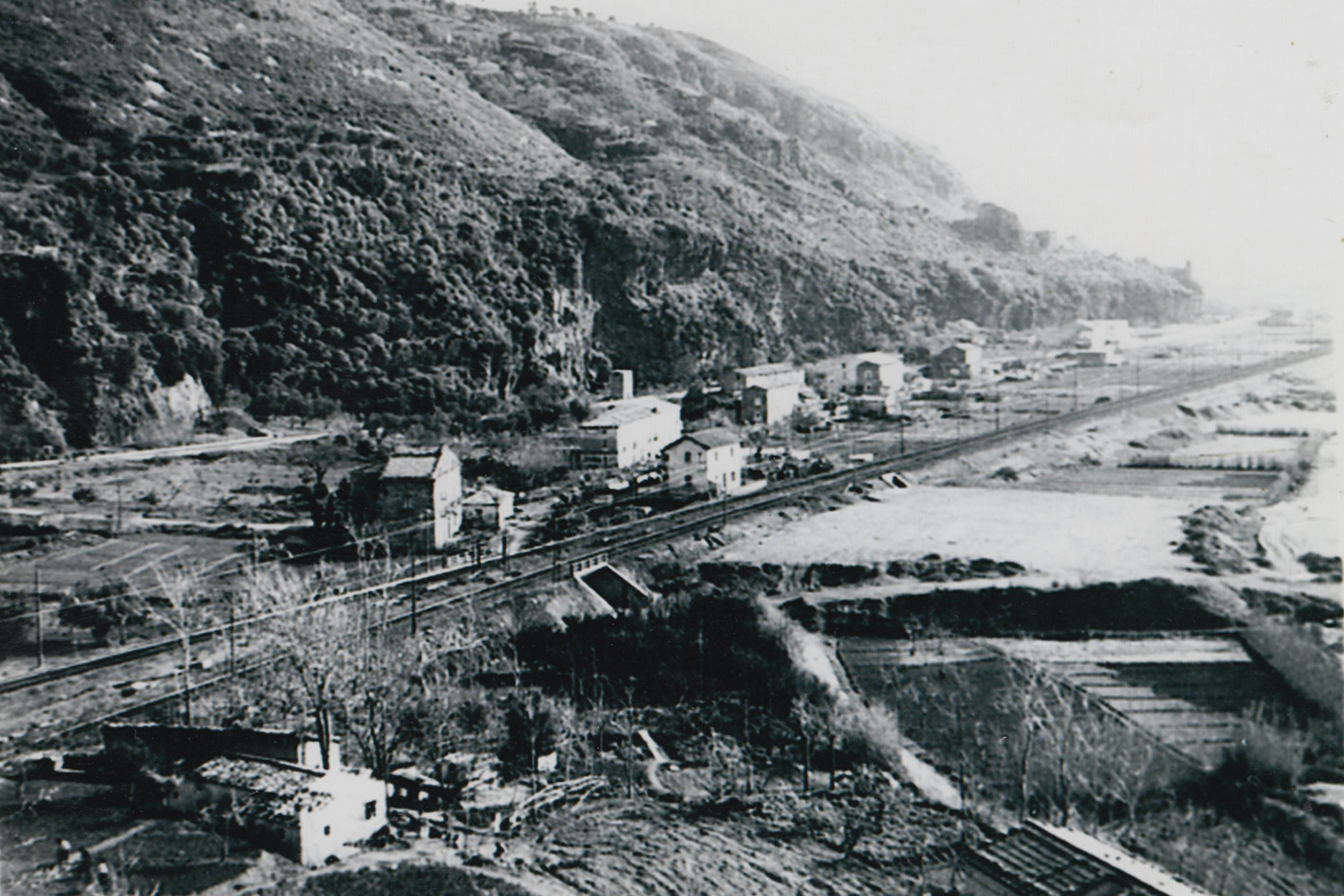
Корека у 1950-х роках

## Селища
З 2017 року територія Кореки поділяється на такі селища:
| - Formiciche - Giascogne (місцевим діалектом Juascugnu) - Grotte (місцевим діалектом i Grutti) | - La Pietra (місцевим діалектом Petraja) - Marinella (з 2011) - Oliva (з 2011) | - Stritture (у 2008—2011 належало до Кампора Сан-Джованні) - Salto da Zita - Scogliera |

## Пам'ятники та визначні пам'ятки

### Церква Мадонни Янголів
1 жовтня 1964 року почалися роботи з будівництва церкви у Кореці, що була присвячена Мадонні Янголів, і закінчилися в 1965 році. Церква має сучасний стриманий стиль, розрахована на 65 осіб. Щороку під час престольного свята (22 серпня) центральними вулицями проходить урочиста хода.

### Площа Мадонна-дельї-Анджелі
5 травня 2005 року почалося будівництво площі в центрі, що має назву Мадонна-дельї-Анджелі, за назвою церкви, а також невеликої статуї Мадонни. З 2013 року за площею доглядає місцева туристична асоціація.

### Корекські печери
Важливими для місцевості є давні залізні рудники. Під час Другої світової війни вони слугували притулком для місцевих жителів і для англо-американських солдатів, які використовували їх як склади. Пізніше печери використовували для різдвяних і великодніх заходів.

### Вежа Кореки, або «Турріелла»
На північ від Кореки, на схилах пагорба Тувуло, розташована середньовічна вежа. Перший ступінь її частково зруйнований. До вежі можна дістатися дорогою до Тоннари з півночі і дорогою від Марінелли з півдня.

## Фотогалерея

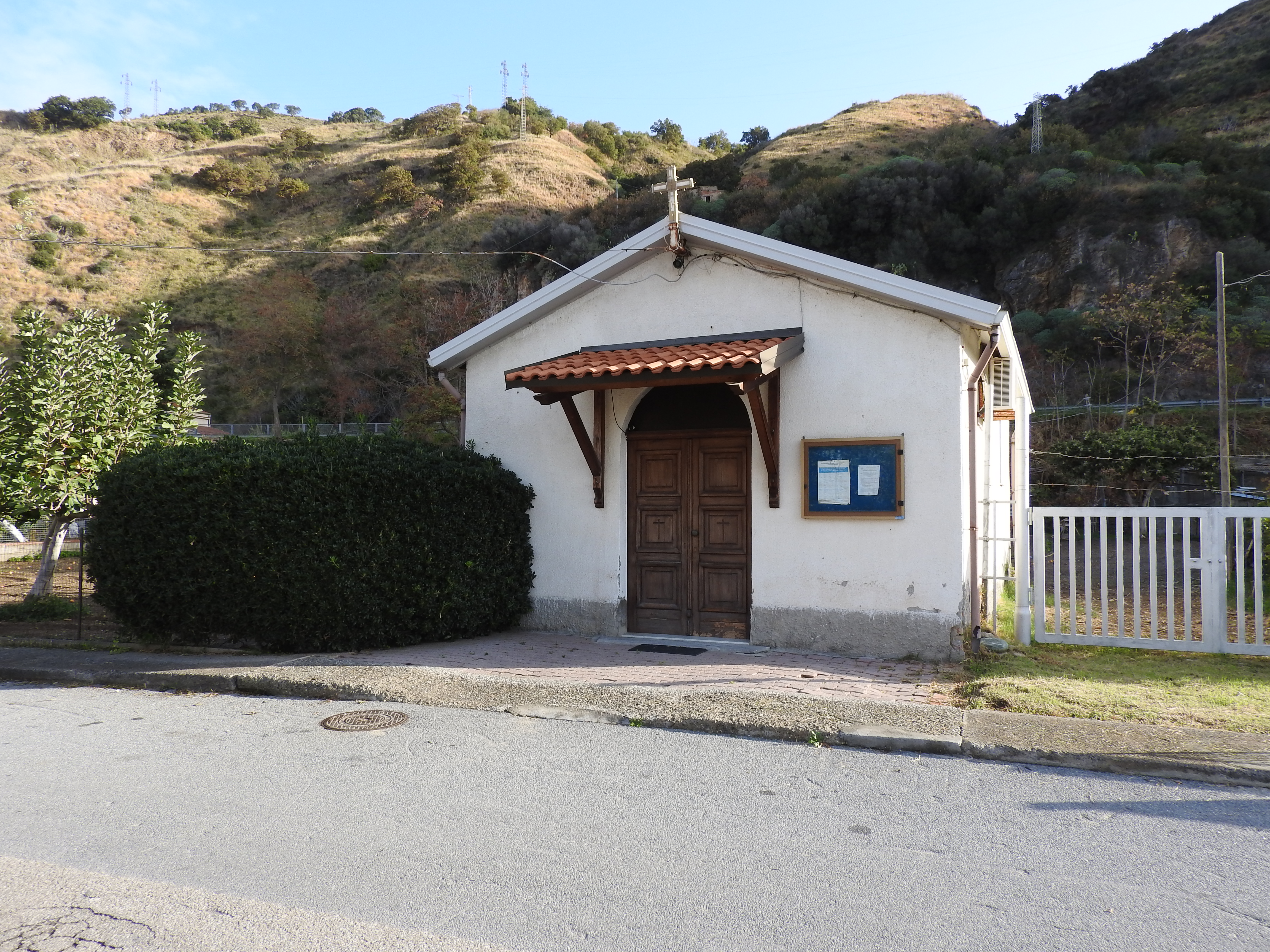
Церква Мадонни Янголів
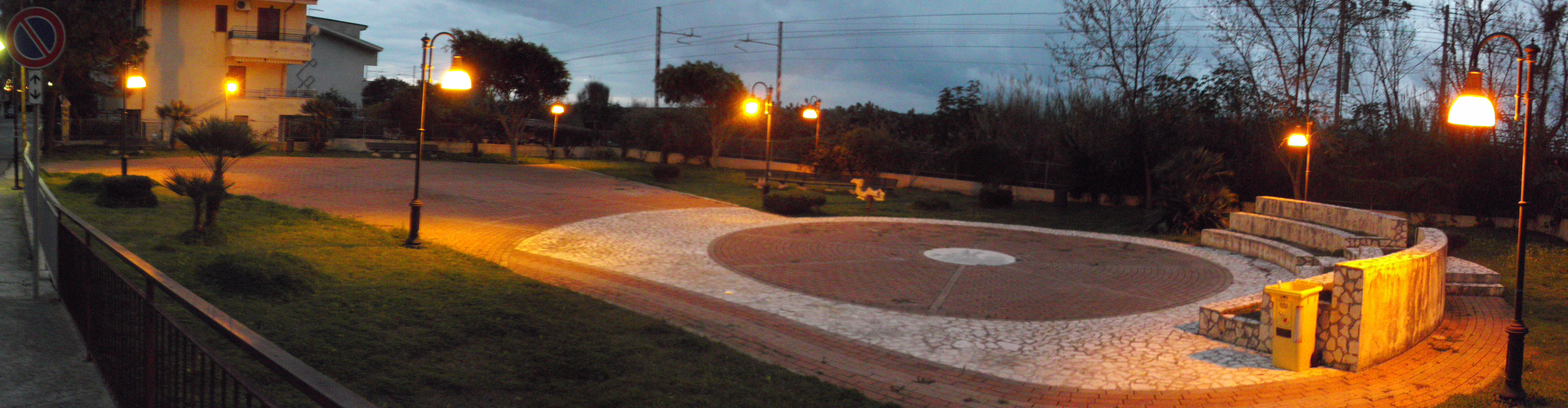
Площа Кореки увечері
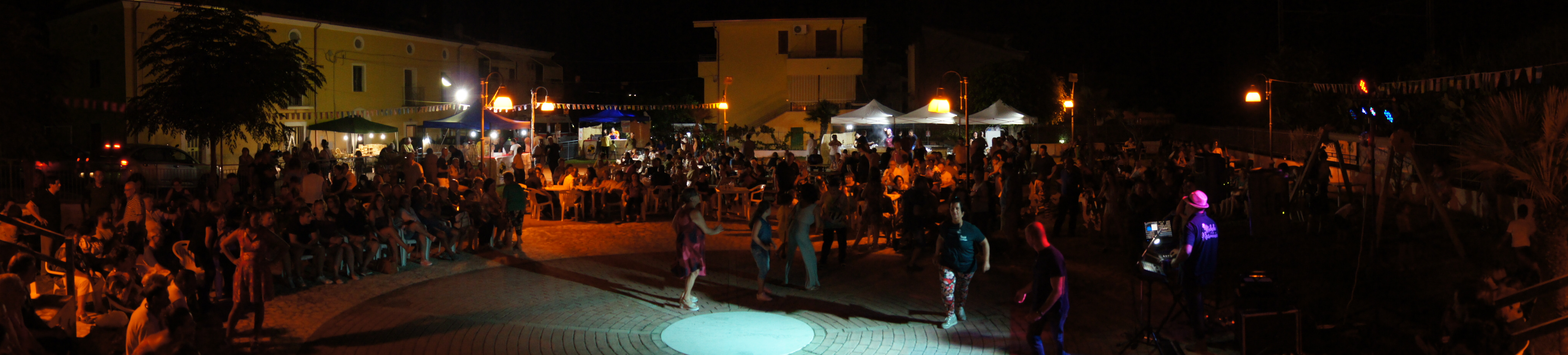
Площа Кореки уночі
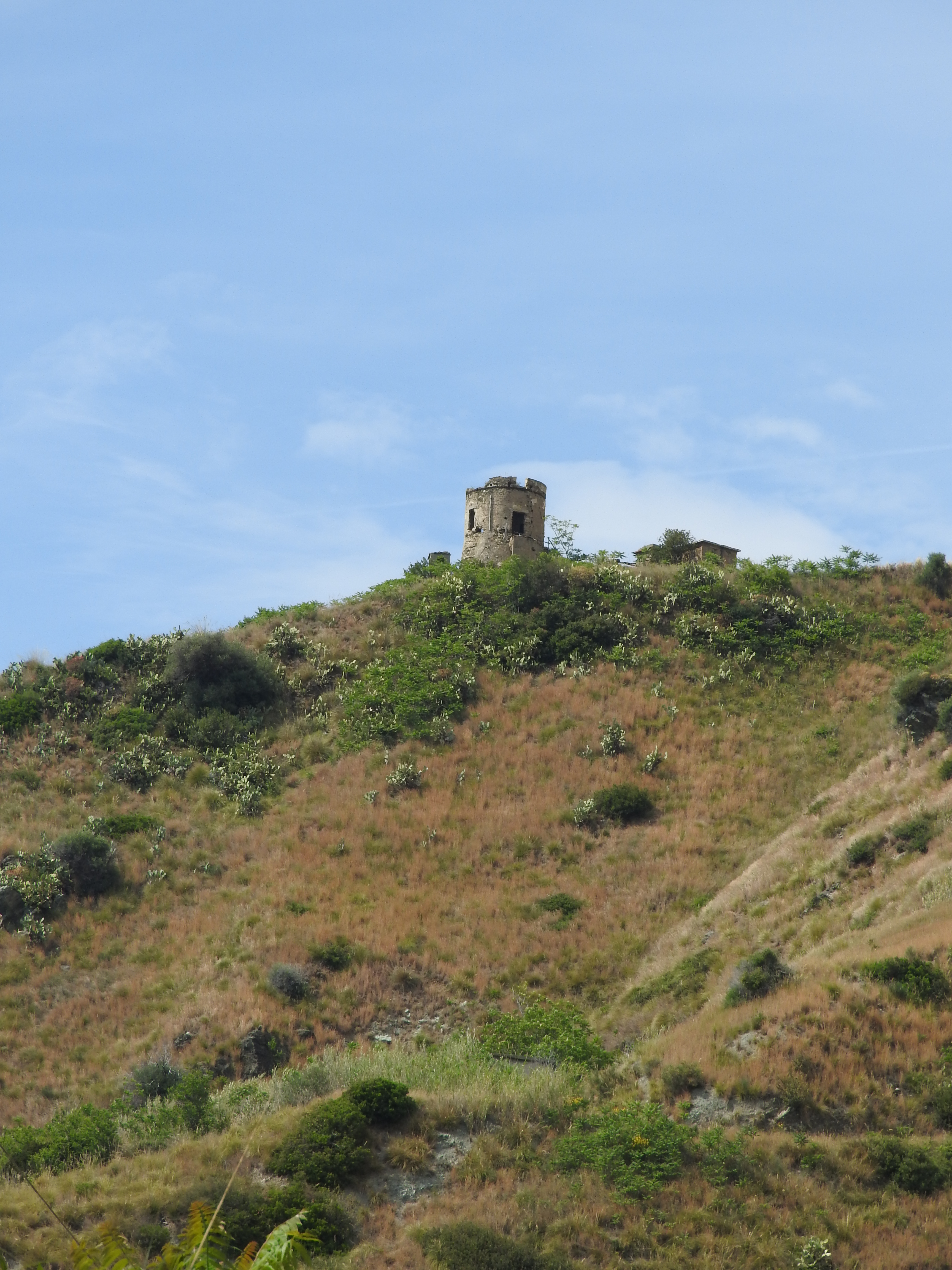
«Турріелл»
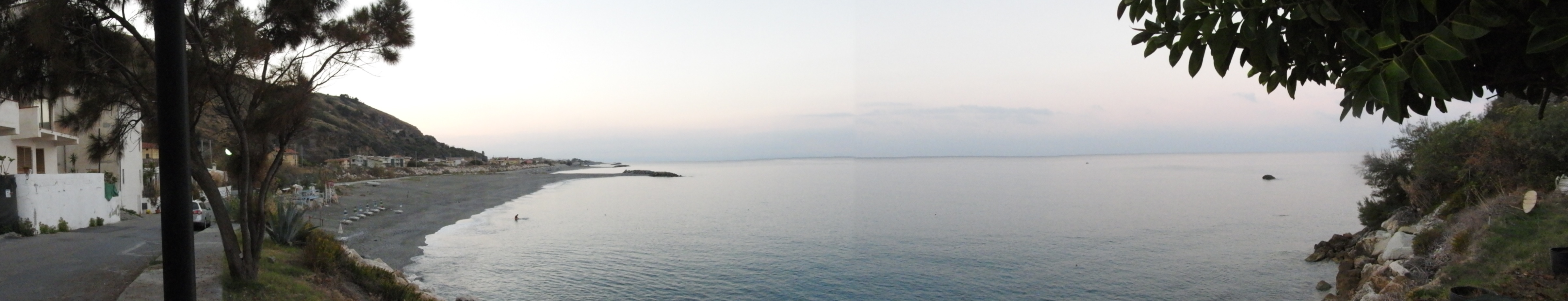
Корекська затока
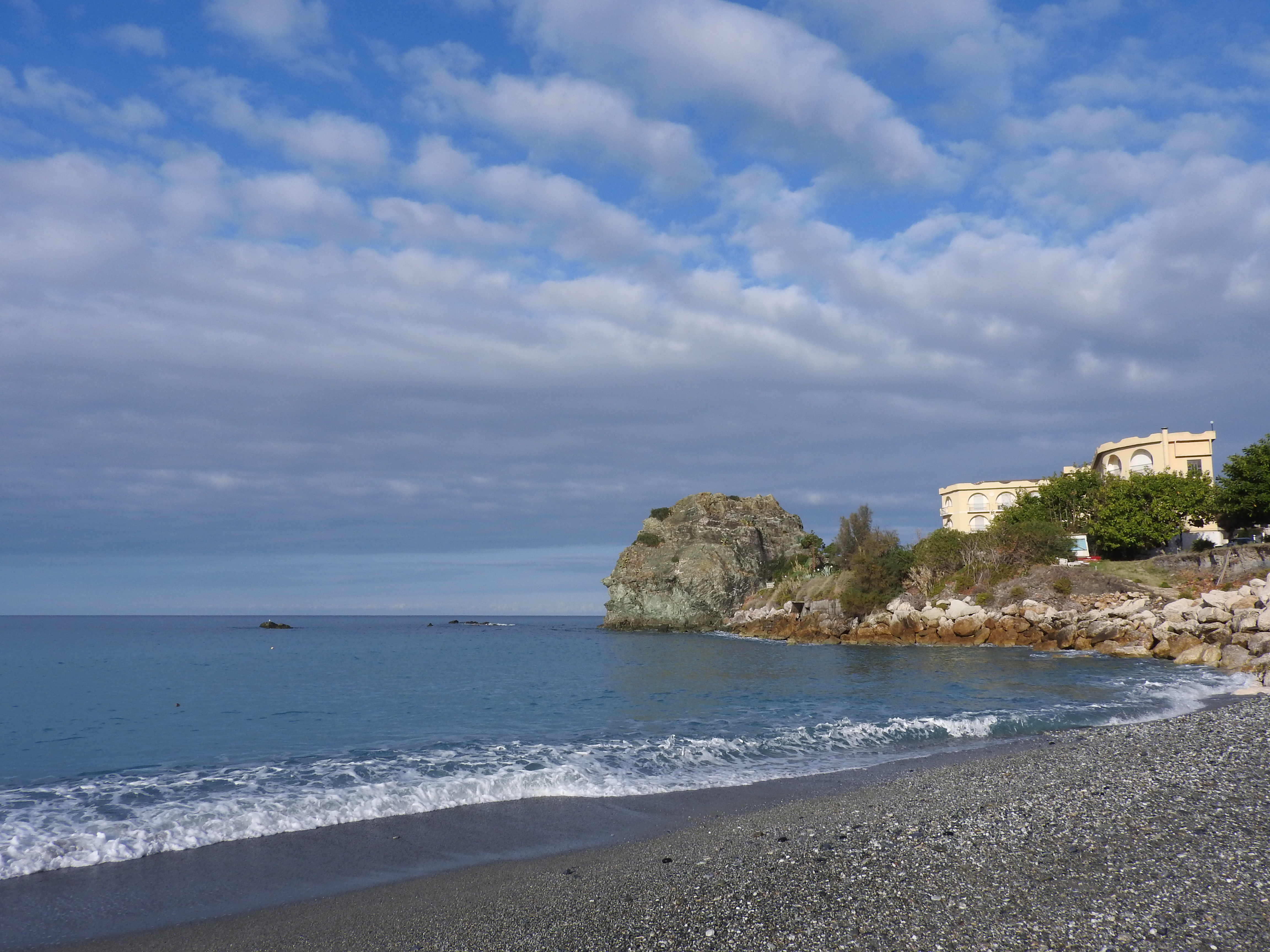
Вид на корекський пляж із La Scogliera
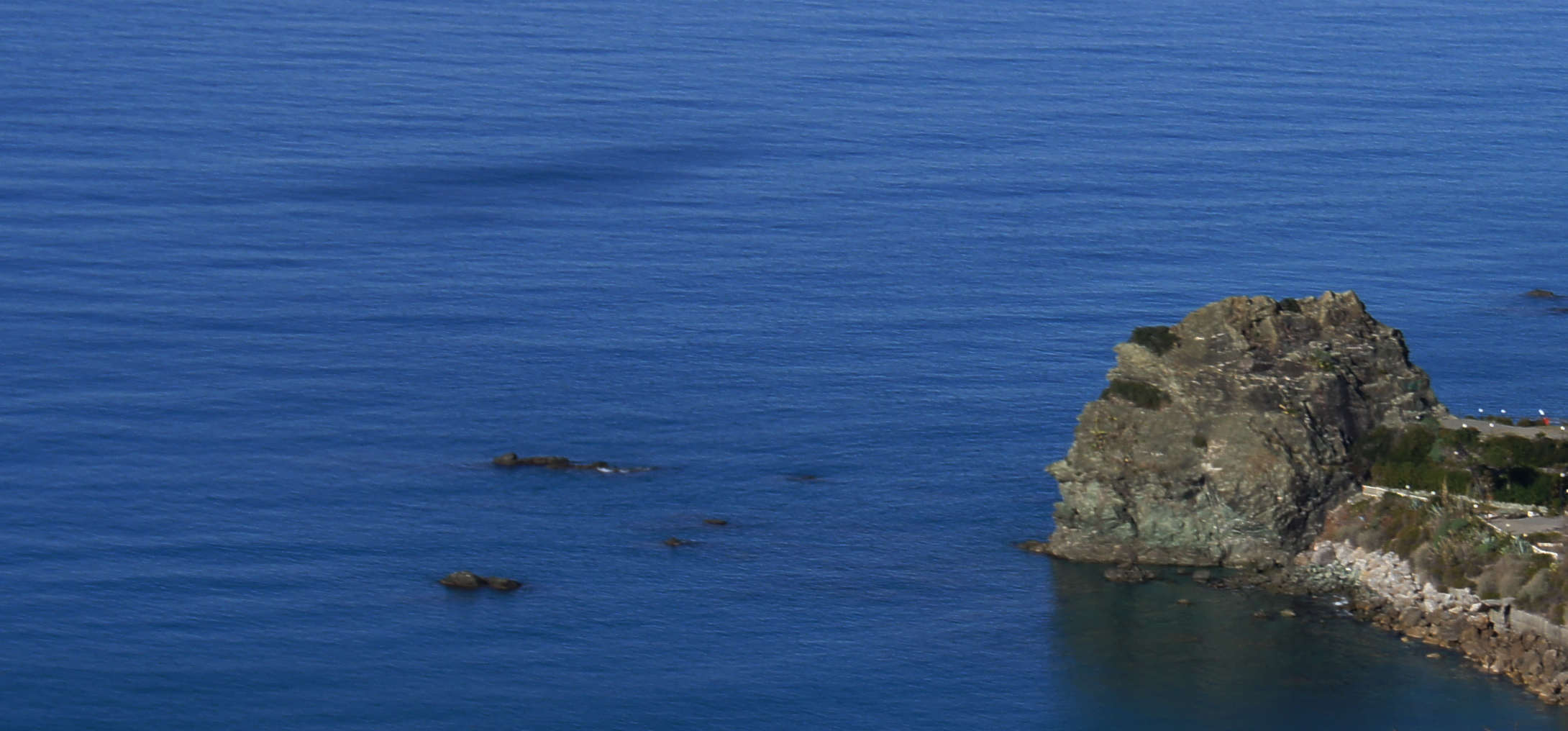
Корекські рифи
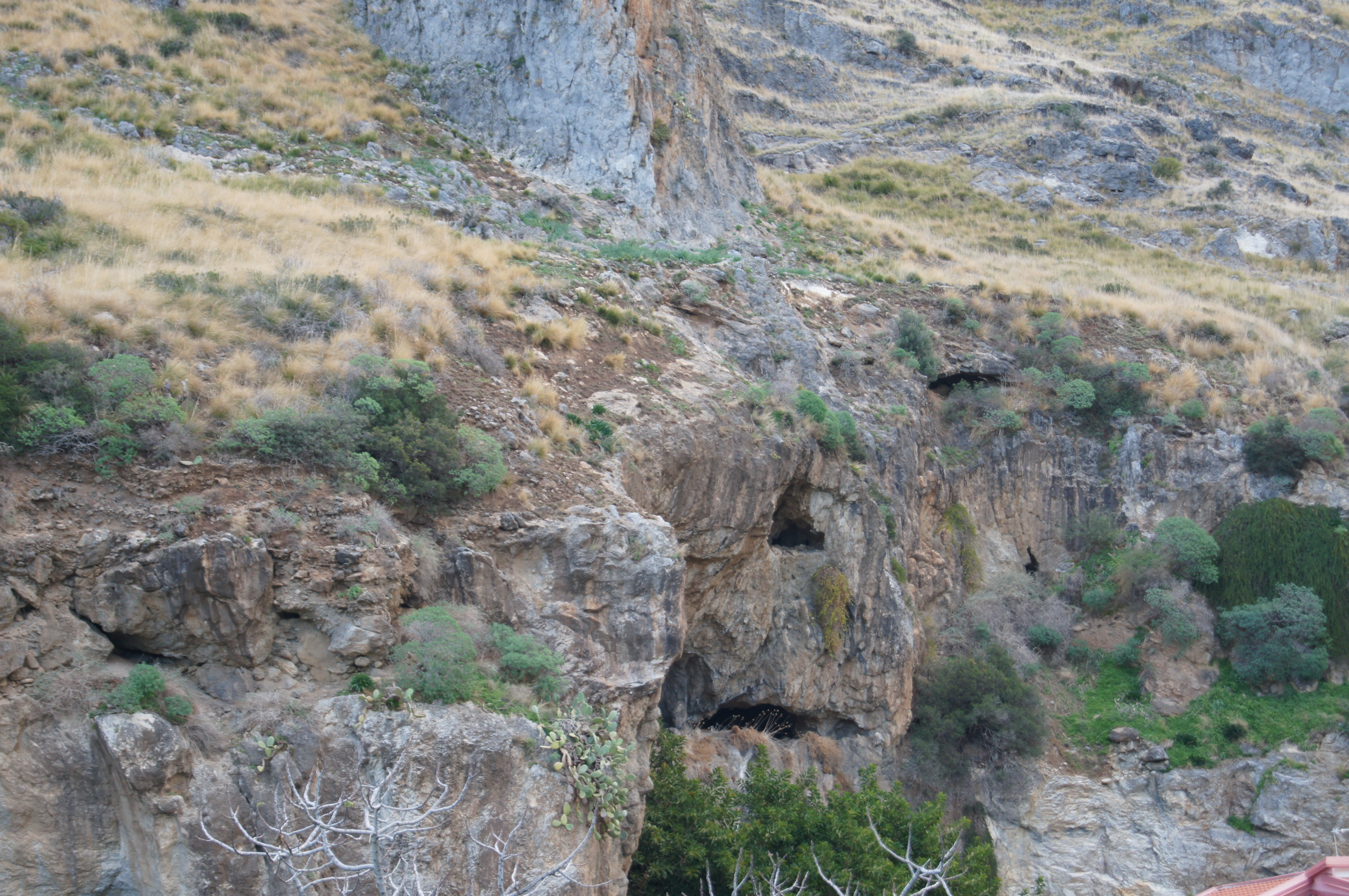
Корекська печера
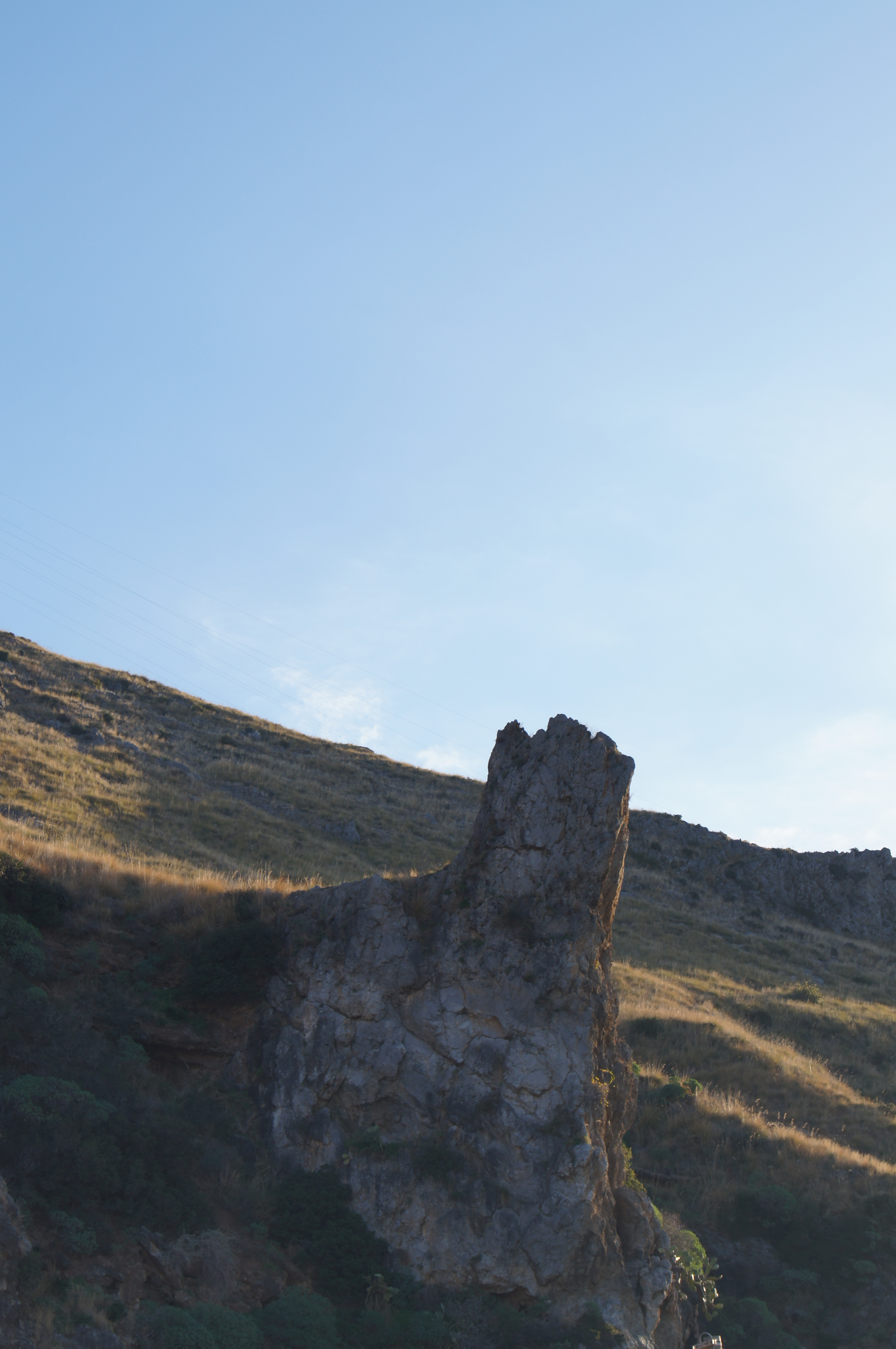
Salto da Zita («Сальто нареченої»)
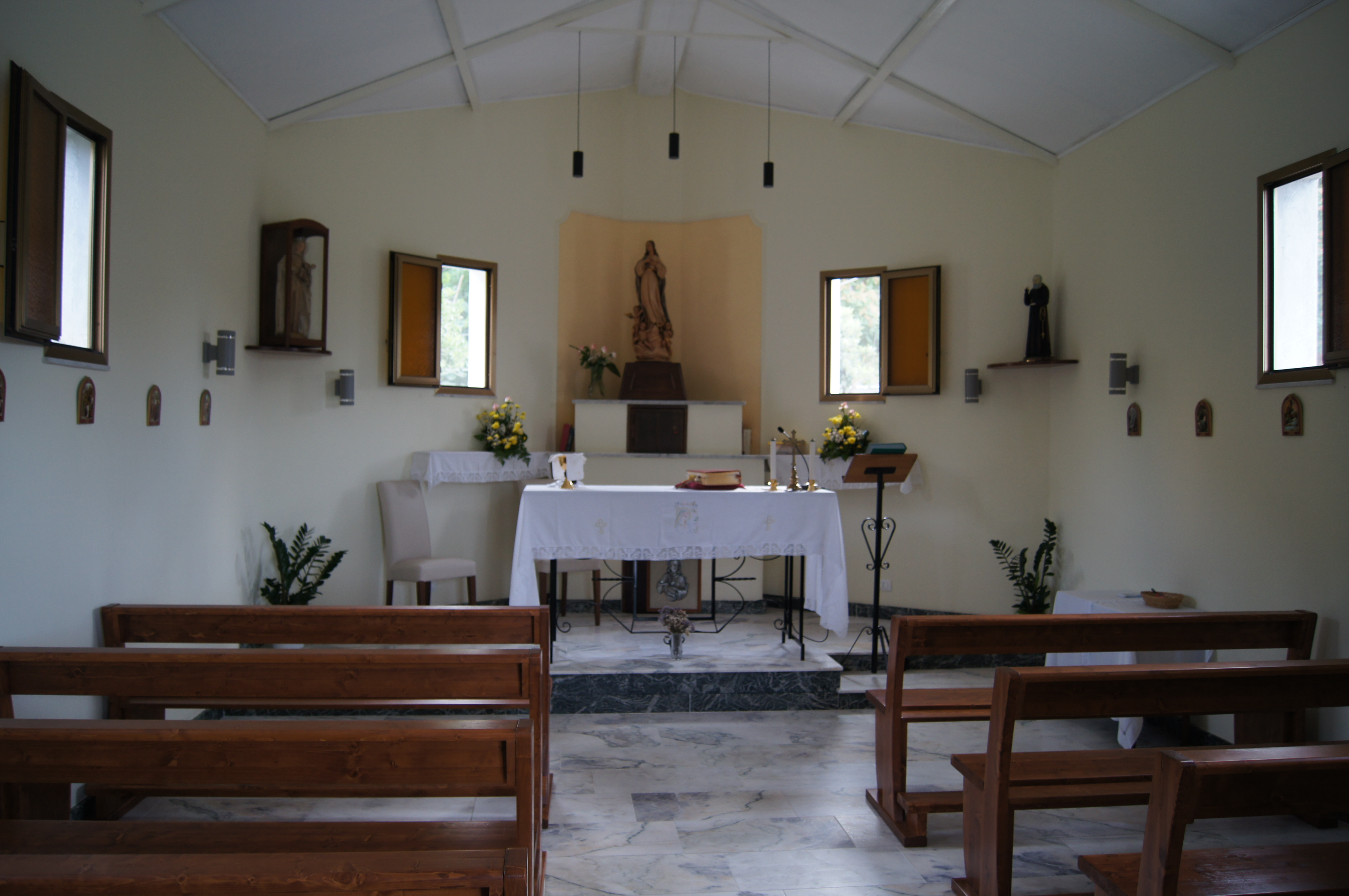
Інтер'єр церкви Корека
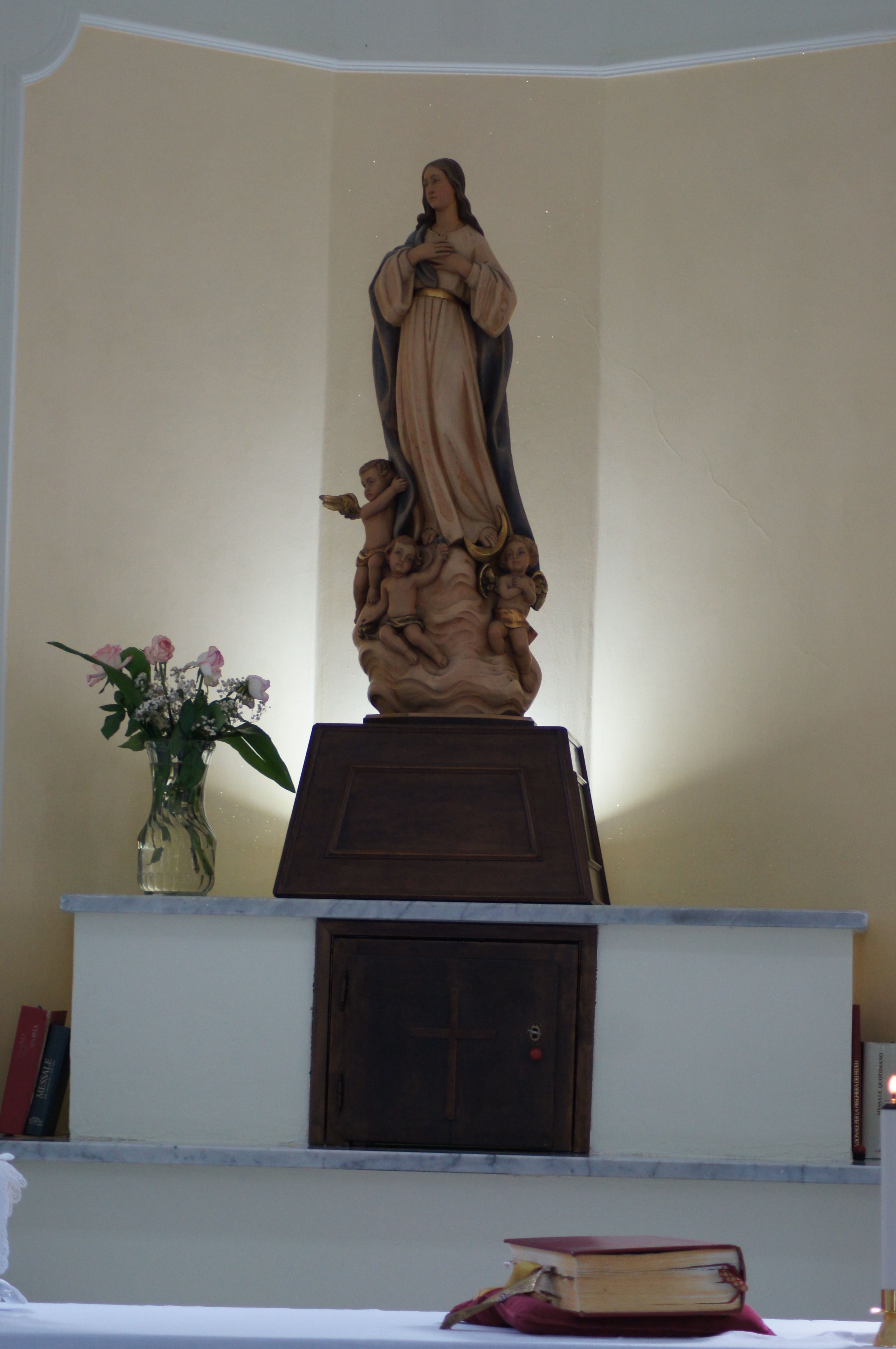
Статуя Богоматері Ангелів у Кореці